# Flaga Seszeli
Flaga Seszeli – jeden z symboli narodowych Seszeli. Obecna flaga jest trzecią używaną przez kraj od czasu uzyskania niepodległości od Wielkiej Brytanii 29 czerwca 1976 roku. W nowej wersji została wprowadzona 18 czerwca 1996 roku w dniu święta narodowego. Kolory używane w obecnej fladze są oficjalnymi kolorami dwóch głównych partii politycznych w kraju: Zjednoczonej Partii Ludowej Seszeli i Partii Demokratycznej Seszeli.

## Historia
Gdy w 1903 Seszele stały się odrębną kolonią otrzymały flagę, jak w przypadku innych brytyjskich kolonii w lewym górnym rogu znajdowała się flaga Imperium Brytyjskiego, a po prawej stronie herb Seszeli – z palmą oraz napisem po łacinie Finis coronat opus (pol. koniec wieńczy dzieło). W 1961 doszło do zmiany herbu kolonii, zmieniono także flagę. W 1976 Seszele uzyskały niepodległość. Od tego momentu flaga miała naprzemiennie niebieskie i czerwone trójkąty, oddzielone białym ukośnym krzyżem. Być może nieprzypadkowo ta flaga była prawie taka sama, jak ta używana przez Australasian United Steam Navigation Company, której statki regularnie odwiedzały wyspy na początku XX wieku. Rok później dokonano zamachu stanu i ponownej zmiany flagi. Czerwone pole sztandaru zajęło 2/3 flagi, a zielone 1/3, zostały one oddzielone przez białą, falującą linię.
W 1993 roku naciski obcych mocarstw doprowadziły do demokratyzacji rządu. Partia rządząca straciła monopol w wyborach, a udział innych partii w rządzie doprowadził do żądania mniej partyjnej flagi narodowej. 18 czerwca 1996 parlament zatwierdził projekt aktualnej flagi.

## Symbolika

Konstrukcja flagi

Flaga składa się z pięciu różnokolorowych pasów (niebieskiego, żółtego, czerwonego, białego i zielonego) rozchodzących się z lewego dolnego rogu w kierunku prawego górnego. Reprezentują one młody, dynamicznie kroczący ku przyszłości naród.
Kolor niebieski przedstawia niebo i morze otaczające Seszele. Żółty oznacza słońce, które daje światło i życie, czerwony symbolizuje mieszkańców i ich determinację w budowie społeczeństwa żyjącego w zgodzie i miłości, a biały pas reprezentuje sprawiedliwość i harmonię społeczną. Zieleń przedstawia ziemię i środowisko naturalne.

## Barwy
|      | Niebieski   | Żółty      | Czerwony   | Biały       | Zielony     |
| ---- | ----------- | ---------- | ---------- | ----------- | ----------- |
| RAL  | 5010        | 1016       | 3028       | 9016        | 6029        |
| CMYK | 100-55-0-47 | 0-14-66-1  | 0-84-84-16 | 0-0-0-0     | 100-0-53-52 |
| HEX  | #003D88     | #FCD955    | #D72323    | #FFFFFF     | #007B3A     |
| RGB  | 0-61-136    | 252-217-85 | 215-35-35  | 255-255-255 | 0-123-58    |

## Flagi historyczne

Flaga Seszeli z czasów brytyjskich (1903–1961)
Flaga gubernatora z lat 1903–1961
Flaga Seszeli z czasów brytyjskich (1961–1976)
Flaga gubernatora z lat 1961–1976

Lata 1976–1977
Lata 1977–1996

## Flagi prezydenckie

Flaga prezydenta z lat 1976–1977
Flaga prezydenta z lat 1977–1996